# 9
| [ Edytuj tabelę ] |                                      |
| Król Armenii      | - 6 Tigranes V 12                    |
| Cesarz Chin       | - 6 Ruzi Ying 9 - 9 Wang Mang 23     |
| Król Kapadocji    | - 36 p.n.e. Archelaos 17             |
| Król Kommageny    | - 12 p.n.e. Antioch Filokajsar 17    |
| Władca Korei      | - 19 p.n.e. Yuri 18                  |
| Król Mauretanii   | - 25 p.n.e. Juba II 23               |
| Król Nabatei      | - 9 p.n.e. Aretas IV 40              |
| Król Partów       | - 8 Wonones I 12 - 8 Artabanus II 40 |
| Cesarz Rzymu      | - 27 p.n.e. Oktawian August 14       |
| Król Tracji       | - 11 p.n.e. Remetalkes I 12          |

Rok 9 / IX
stulecia: I wiek p.n.e. ~
I wiek ~
II wiek

lata: 2 p.n.e. «
4 «
5 «
6 «
7 «
8 «
9
» 10
» 11
» 12
» 13
» 14
» 19

## Wydarzenia
- 9 września – władca Cherusków Arminius pokonał w Lesie Teutoburskim trzy rzymskie legiony. Rzym utracił Germanię na wschód od Renu.
- Wang Mang ogłosił się cesarzem Chin, koniec pierwszego okresu rządów dynastii Han.
- Owidiusz ukończył pisanie Ibisa

## Urodzili się
- 17 listopada – Wespazjan, cesarz rzymski (zm. 79).

## Zmarli
- Warus, rzymski polityk i dowódca